# AB Ocke ångsåg
AB Ocke ångsåg är ett svenskt familjeägt skogsföretag. 
Företaget har sitt ursprung i Ocke ångsåg, som den skotske timmerentreprenören och skogsägaren Lewis Miller grundade 1888 vid Ockesjön i nuvarande Åre kommun i Jämtland. Sågen brann ned 1908, men byggdes upp igen.
John Ocklind (1889–1980) ombildade företaget 1926 till AB Ocke ångsåg 1926. Sågverket drevs till slutet av 1950-talet. I dag står sågverkets pannhus i tegel kvar (2017).
AB Ocke ångsåg är idag ett skogsföretag och äger 17 000 hektar skog i Jämtland, bland annat 14 740 hektar skogsmark i Åre kommun.